# Galinhola-vermelha-de-maurício
Galinhola-vermelha-de-maurício, frango-d'água-vermelho ou frango-de-água-da-maurícia (nome científico: Aphanapteryx bonasia) é uma espécie extinta de ave da família dos ralídeos que era endêmica de Maurício, uma ilha no Oceano Índico a leste de Madagascar. Única espécie do gênero Aphanapteryx, era pouco maior que uma galinha, possuía pernas compridas e um longo bico curvado. Sua plumagem castanho-avermelhada era composta de penas macias parecidas com pelos; a cauda não ficava visível na ave viva, e as suas curtas asas não lhe permitiam voar. No geral, sua aparência se assemelhava a de um carão ou de um kiwi esbelto.
O primeiro registro da espécie foi um desenho no diário de bordo do navio holandês Gelderland, datado de 1601. Outras figuras e descrições foram feitas durante o século XVII, algumas delas imprecisas porque, após a extinção do dodô, os colonos passaram a chamá-la pelo nome desse famoso pombo terrestre. Na década de 1860, ossos subfósseis da galinhola-vermelha foram encontrados junto a esqueletos de outros animais no pântano Mare aux Songes, em Maurício. A análise deste e de outros resquícios encontrados mais tarde permitiu estabelecer seu parentesco próximo com o Erythromachus leguati, endêmico da ilha vizinha de Rodrigues. As duas espécies são bastante parecidas, e alguns cientistas chegaram a classificá-las num mesmo gênero.
Além da semelhança física, compartilhavam um comportamento curioso: quando uma pessoa lhes mostrava um tecido vermelho, reagiam com agressividade, atacando o pedaço de pano. Os colonos aproveitavam-se dessa atitude, pois uma única ave apanhada emitia um chamado de ajuda que atraía as demais, e todas podiam assim ser abatidas com facilidade. A galinhola-vermelha-de-maurício era uma popular ave de caça e sua carne foi descrita como saborosa, parecida com a de porco. Além do extermínio pelos europeus, os animais introduzidos, como os gatos, predavam seus ovos e filhotes, o que levou ao desaparecimento da espécie. A última menção da ave data de 1693, e já descreve que havia se tornado rara na ilha. Presume-se que a extinção ocorreu por volta do ano 1700.

## Taxonomia

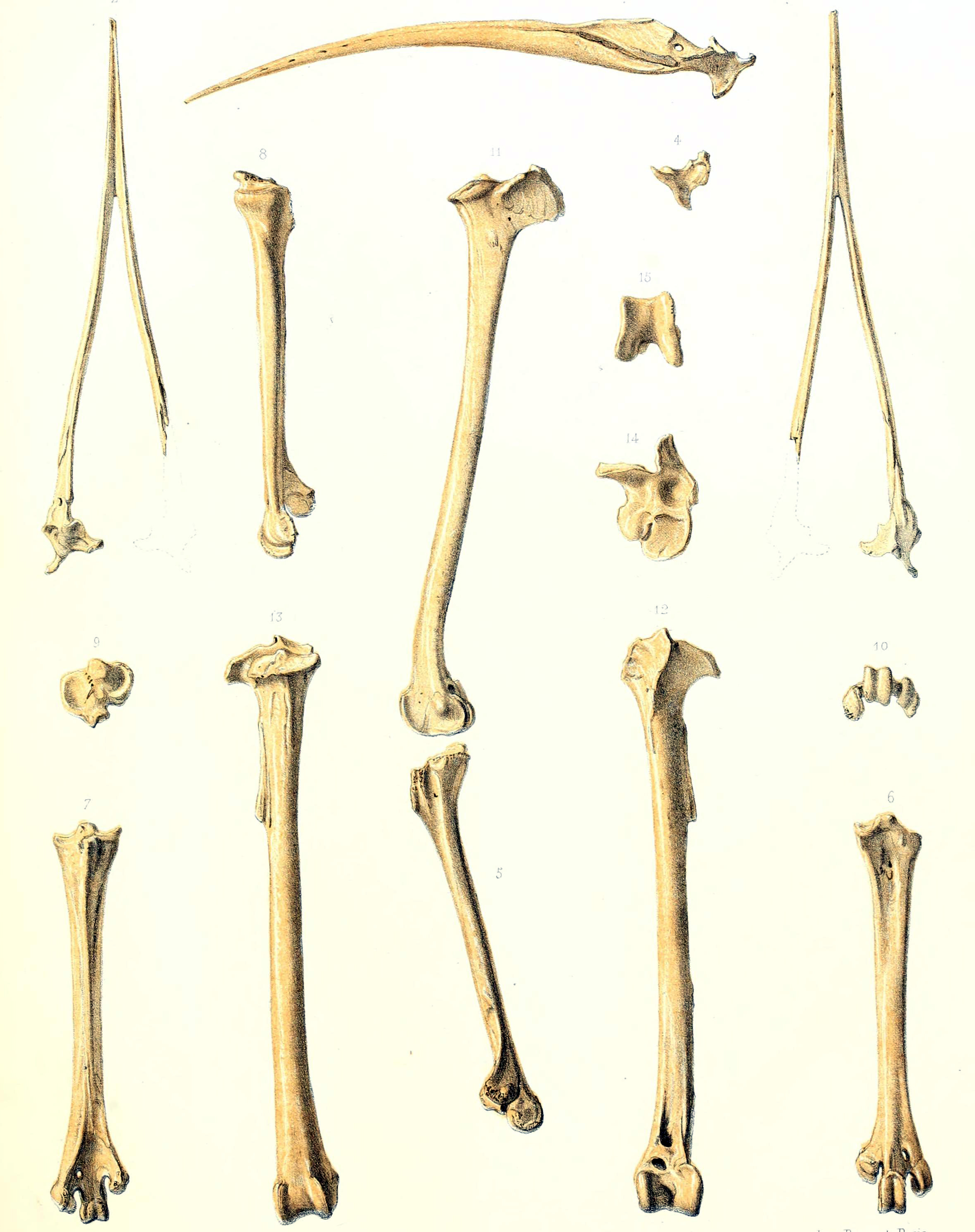
Os primeiros resquícios foram encontrados em 1866.

A galinhola-vermelha-de-maurício (ou das-maurícias), também chamada em português de frango-d'água-vermelho ou frango-de-água-da-maurícia, foi por muito tempo conhecida apenas por alguns poucos relatos de época, nos quais era referida como se fosse uma "galinha" vermelha, um tipo de tetraz ou mesmo uma espécie de perdiz. A ave também ficou notória graças aos desenhos dos viajantes Pieter van den Broecke e Thomas Herbert feitos entre os anos de 1617 e 1634. Alguns autores acreditavam que essas descrições e imagens representavam diferentes espécies de aves, mas em 1848 o ornitólogo inglês Hugh Strickland considerou que elas retratavam um único animal. Hermann Schlegel pensou que a gravura de Broecke representava uma espécie menor de dodô da ilha Maurício, e a de Herbert mostrava um dodô de Rodrigues, batizando-os, respectivamente, de Didus broecki e Didus herberti em 1854. A pintura de Jacob Hoefnagel de 1610, o desenho do diário de bordo do navio Gelderland de 1601, e a descrição e imagem de Peter Mundy de 1638 vieram à tona mais tarde, mas ainda havia incerteza sobre a identidade das aves representadas.
Na década de 1860, ossos subfósseis do pé e de uma mandíbula inferior foram encontrados junto a restos de outros animais no pântano Mare aux Songes, em Maurício. Esse material foi descrito por Alphonse Milne-Edwards em 1866, que os identificou como pertencentes a um ralídeo. O cientista defendeu também a ideia de que tais ossos pertenciam à mesma espécie de ave das descrições e ilustrações do século XVII. Em 1869, ele combinou o nome do gênero de Aphanapteryx imperialis, que havia sido cunhado no ano anterior por Georg von Frauenfeld para a pintura de Hoefnagel, com o antigo epíteto específico broecki. Mas devido à prioridade nomenclatural, o nome do gênero foi mais tarde associado ao primeiro epíteto da espécie, bonasia, dado por Edmond de Sélys Longchamps em 1848. Formou-se assim o nome científico atual da ave: Aphanapteryx bonasia.

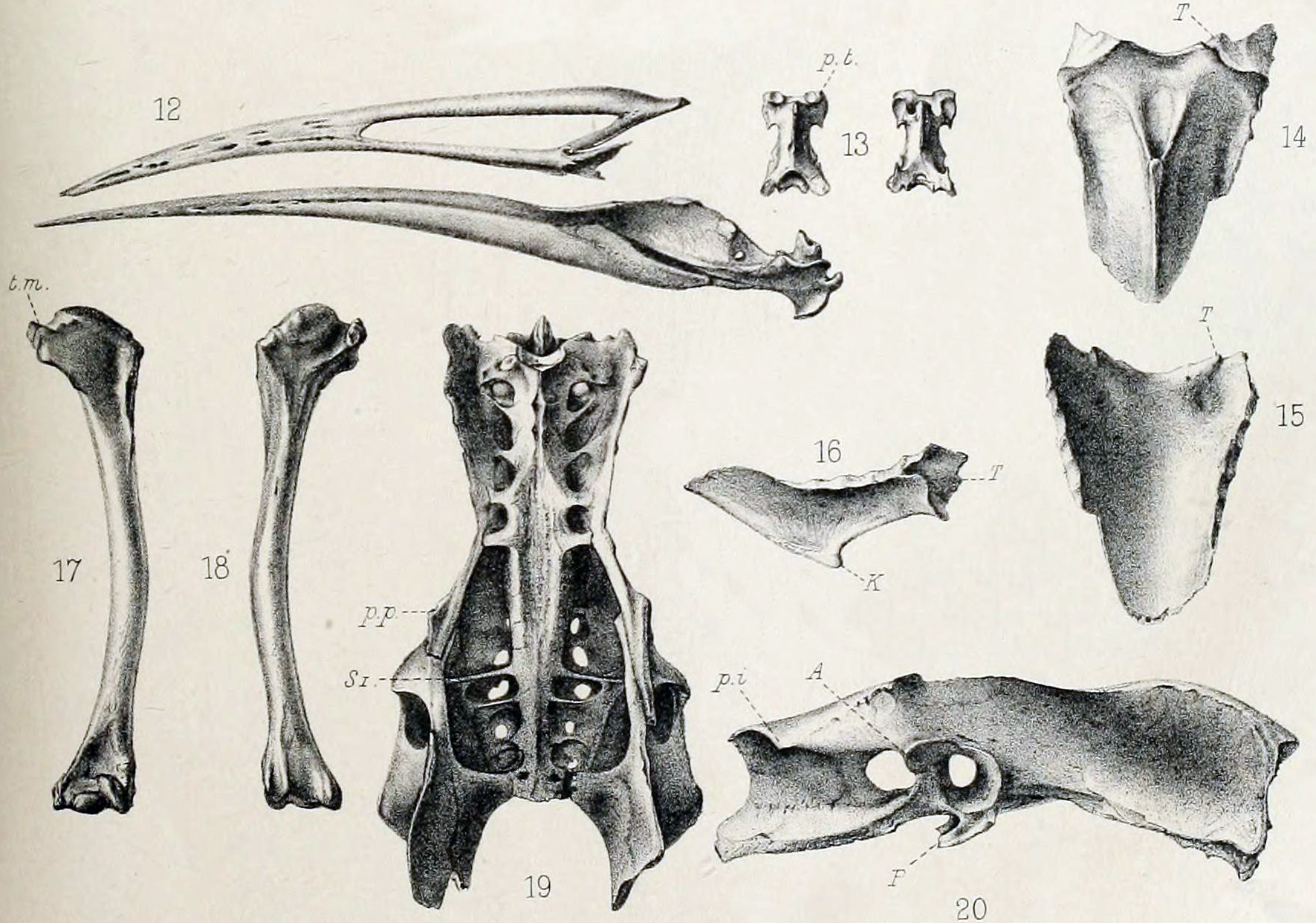
Ossos subfósseis achados em 1893.

Longchamps havia originalmente batizado o gênero de Apterornis, no qual também incluiu o íbis-terrestre-de-reunião e o Porphyrio coerulescens, mas o nome foi usado antes, como Aptornis, para uma ave descrita por Richard Owen em 1844. Aphanapteryx significa "asa-invisível", mas a etimologia de bonasia não está clara. Alguns relatos iniciais referem-se a ralídeos vermelhos por nomes populares dados à perdiz-avelã, Bonasa bonasia, então o termo evidentemente se origina daí. O nome em si, por sua vez, refere-se a bonasus, "touro" em latim; ou bonum e assum, que significa "bom assado". Uma terceira possibilidade é que seja uma forma latinizada da palavra francesa bonasse, que quer dizer "simplório" ou "de boa índole".
Mais fósseis foram posteriormente encontrados por Theodore Sauzier, que havia sido incumbido de explorar os "souvenirs históricos" de Maurício em 1889. Alguns anos depois, em 1903, um esqueleto quase completo foi achado pelo naturalista amador Louis Etienne Thirioux, que também descobriu na ilha importantes vestígios de dodôs.

### Evolução
À parte de ser um "primo" próximo do Erythromachus leguati, os parentescos da galinhola-vermelha ainda não estão bem definidos. A maioria dos especialistas as classifica em gêneros separados, Aphanapteryx e Erythromachus, mas ao longo da história foram às vezes catalogadas juntos como espécies de Aphanapteryx. Os primeiros a colocá-las num mesmo gênero foram Edward Newton e Albert Günther, em 1879, devido a semelhanças esqueléticas. Com base na localização geográfica e na morfologia dos ossos nasais, tem sido sugerido que elas são parentes próximos das aves dos gêneros Gallirallus, Dryolimnas, Atlantisia e Rallus. Ralídeos chegaram em muitos arquipélagos oceânicos, o que frequentemente levou à especiação e evolução para a perda da capacidade de voar. O fato de a galinhola-vermelha ter perdido muito da estrutura de suas penas indica que ela ficou isolada por um longo tempo. Estes ralídeos podem ter origem asiática, tal como muitas outras aves das ilhas Mascarenhas.

## Descrição

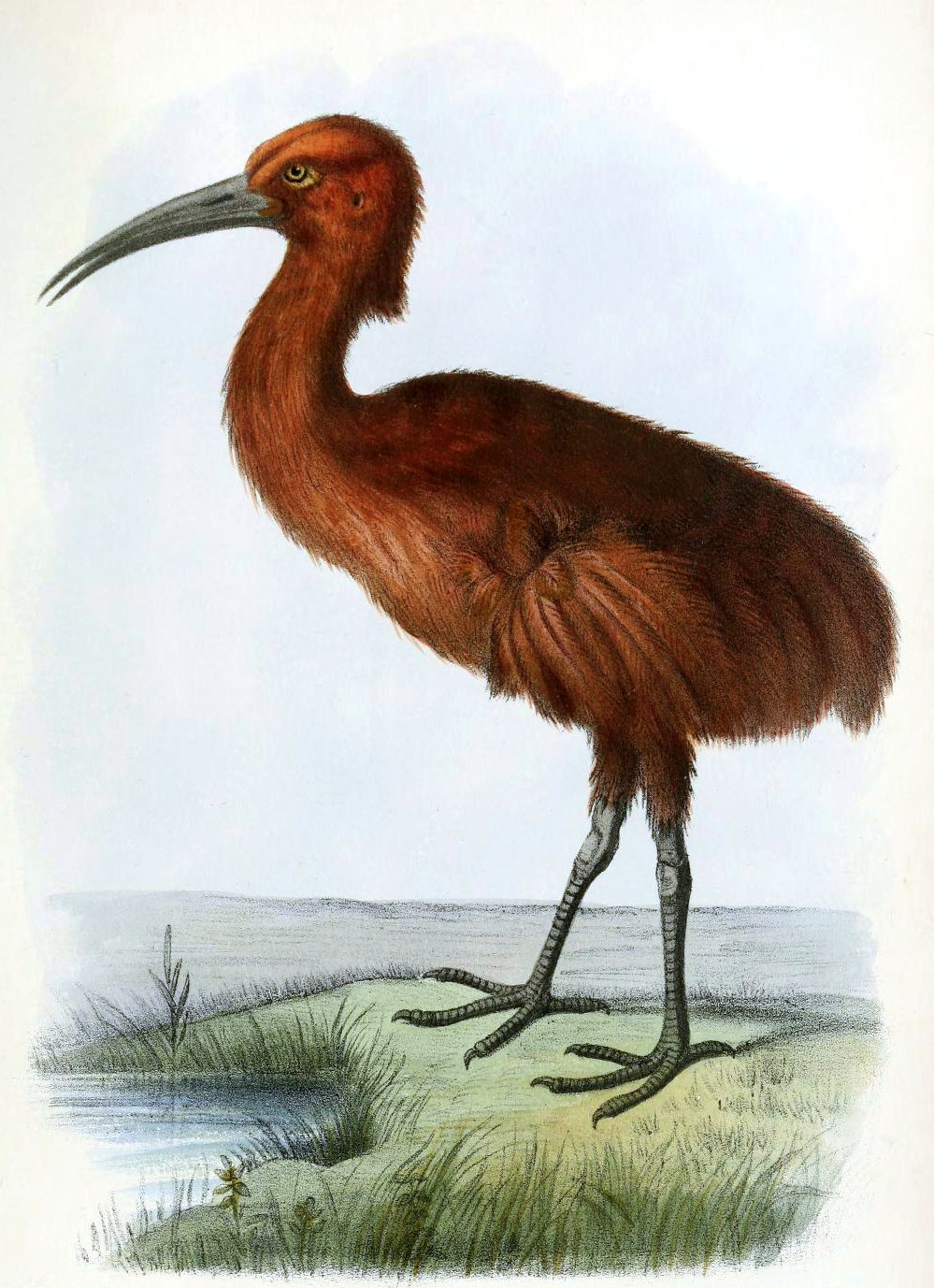
Reconstrução da aparência da ave (1869).

A análise dos ossos subfósseis, dos desenhos e também das descrições permitiu aos cientistas concluir que a galinhola-vermelha era uma ave incapaz de voar e cujo tamanho era um pouco maior que o de uma galinha. Espécimes subfósseis variam em tamanho, o que pode indicar dimorfismo sexual, como é comum entre os ralídeos. O seu comprimento exato é desconhecido, mas a pelve tinha 6,0 cm de comprimento; o fêmur, 6,9 a 7,1 cm; a tíbia, 9,8 a 11,5 cm; o tarsometatarso, 7,9 cm; e o úmero media entre 6,0 e 6,6 cm. Toda a plumagem era castanho-avermelhada e as penas eram macias, parecidas com pelos; a cauda não era visível na ave viva e as suas curtas asas pareciam quase desaparecer em meio a plumagem. A galinhola tinha um bico marrom, longo e ligeiramente curvado, e algumas ilustrações sugerem que possuía uma crista na nuca. Sua aparência talvez se assemelhasse um pouco à de um kiwi esbelto. A ave também foi comparada ao carão, tanto na aparência como no comportamento.
O esterno e úmero eram pequenos, indicando que a espécie havia perdido a capacidade de voar. Suas pernas eram longas e finas para uma ave de seu porte, mas a pelve era compacta e robusta. Diferia do Erythromachus leguati de Rodrigues, seu parente mais próximo, por ter um úmero proporcionalmente mais curto, um crânio mais longo e estreito, e narinas mais curtas e elevadas. Suas plumagens eram consideravelmente diferentes, conforme consta nas descrições de época. A galinhola-vermelha era também maior, com asas um pouco menores, mas suas pernas eram proporcionalmente semelhantes, bem como a pelve e o sacro.

### Descrições contemporâneas

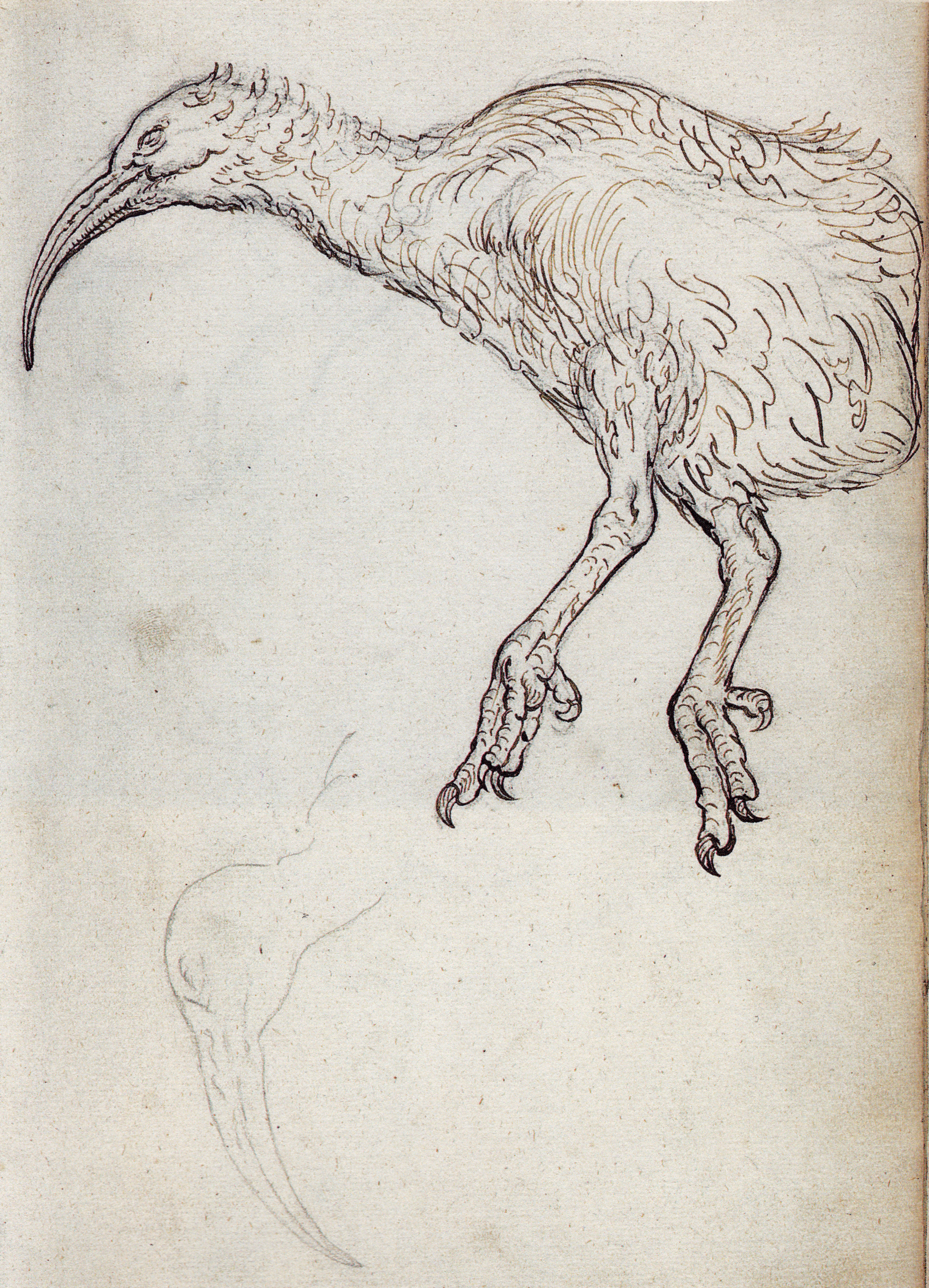
Esboços de um indivíduo caçado (1601).

O viajante inglês Peter Mundy visitou Maurício em 1638 e descreveu a galinhola-vermelha da seguinte maneira:
Uma galinha de Maurício, uma ave tão grande quanto as nossas galinhas inglesas, de cor amarelo trigo, das quais nós só pegamos uma. Ela tem um bico curvo, longo e pontiagudo. É toda emplumada, mas suas asas são tão frágeis e pequenas que com elas não podem elevar-se do chão. Há uma maneira agradável de pegá-las usando uma capa vermelha, mas a nossa foi pega com uma vara. Elas têm uma carne muito boa, e também os pés rachados, de modo que não podem nem voar nem nadar.
A coloração amarelada, em vez da vermelha, mencionada em outros relatos, tem sido usada como argumento de que a ave descrita é uma espécie distinta, a Kuina mundyi. Porém, acredita-se que esses indivíduos de cor diferente sejam juvenis, e não adultos. Outro viajante inglês, John Marshall, descreveu a ave em 1668 da seguinte forma:
Aqui há também uma grande abundância de dodôs ou galinhas vermelhas que são um pouco maiores que as nossas galinhas inglesas, têm bicos longos e pouco ou nenhum rabo. Suas penas são como penugem, e suas asas são tão pequenas que não são capazes de suportar seus corpos; mas elas têm pernas longas e correm muito rápido, tanto que um homem não consegue pegá-las, pois logo se escondem entre as árvores. Têm uma boa carne quando torradas, de sabor parecido com a de porco, e sua pele, como a pele de porco, fica dura quando tostada.

### Representações contemporâneas

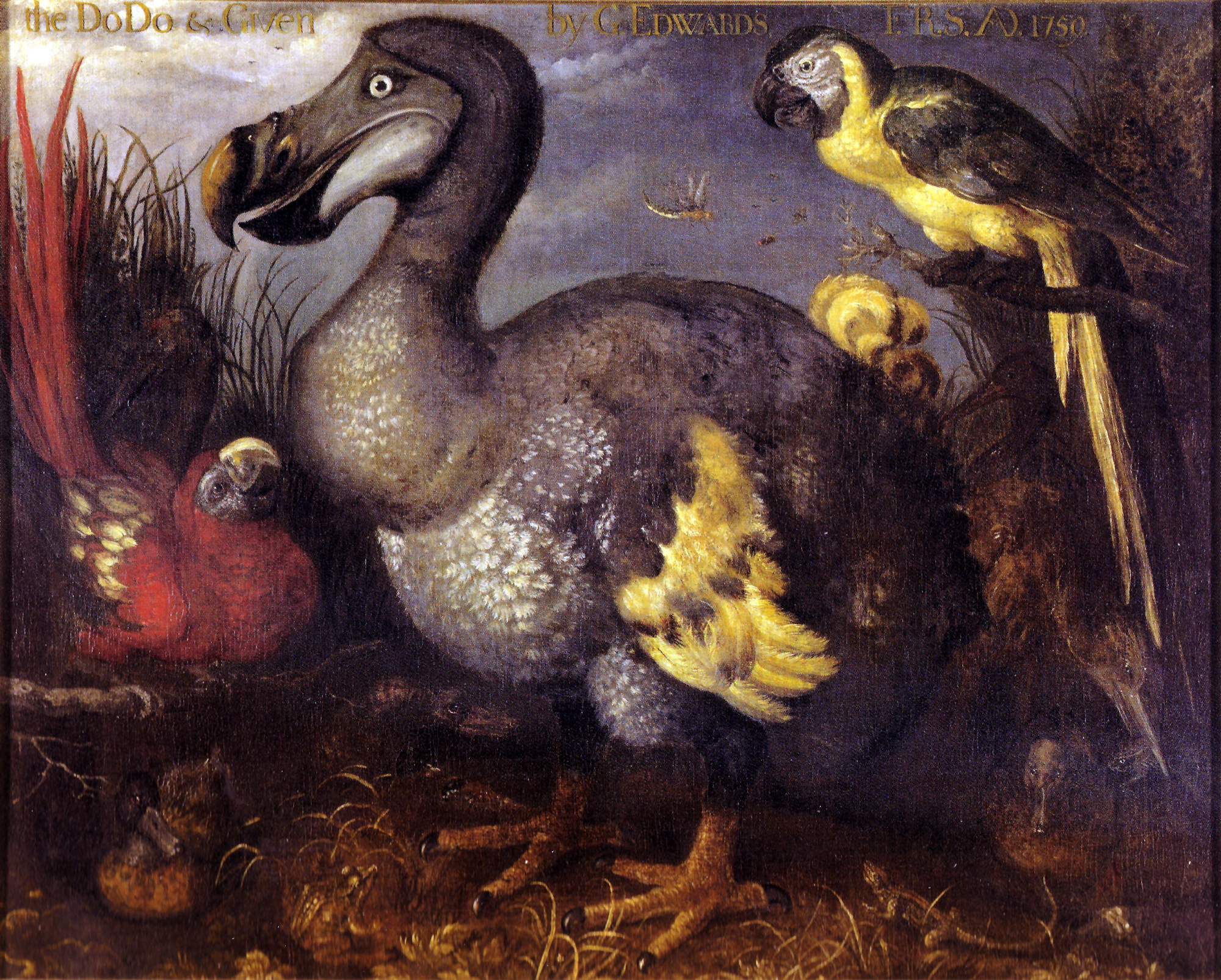
Edwards' Dodo (1626), de Roelant Savery, talvez mostrando uma galinhola-vermelha-de-maurício às costas do Dodô.

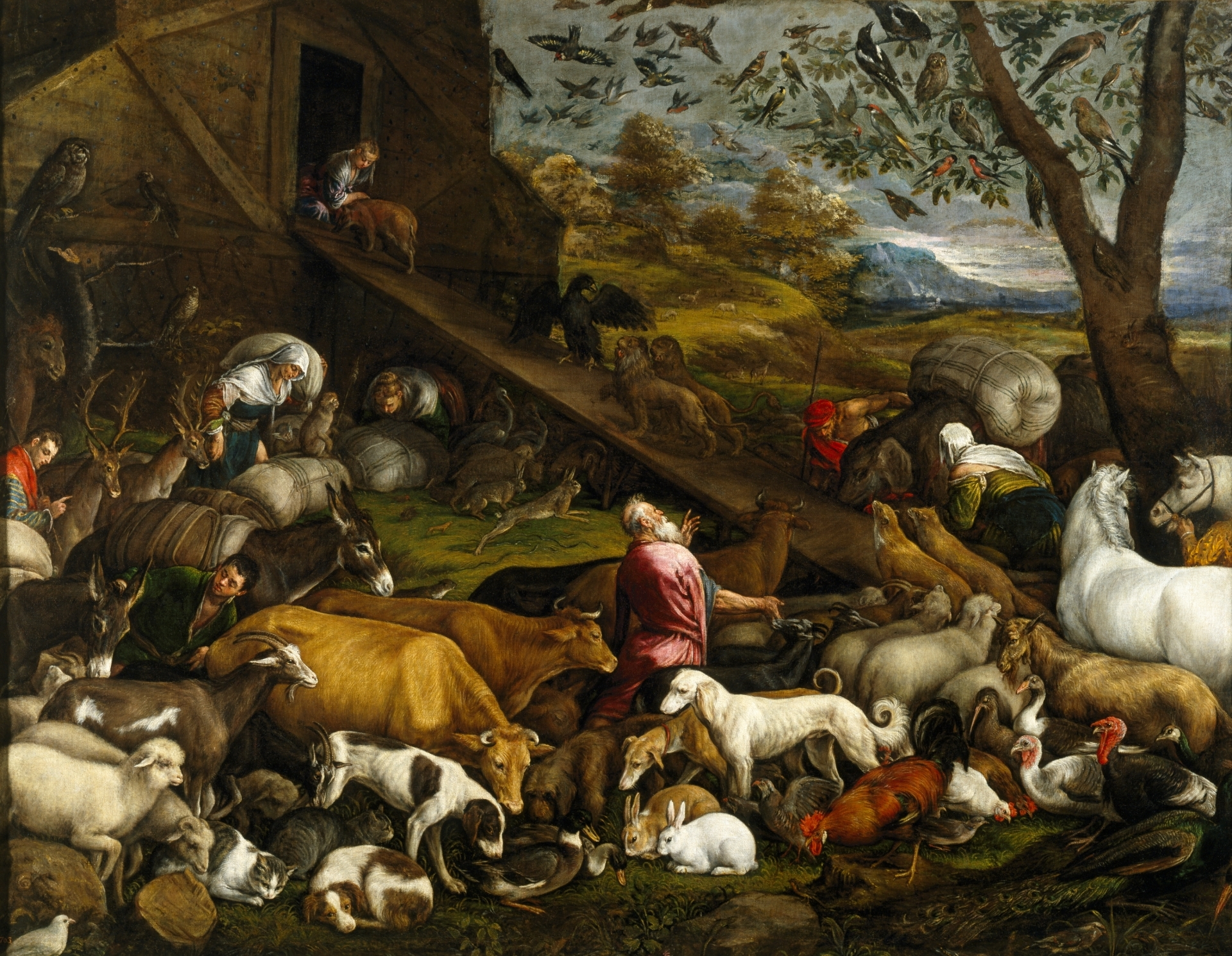
Pintura de Jacopo Bassano (1570), há uma provável galinhola-vermelha no canto direito.

Muito do que se sabe sobre a aparência da galinhola-vermelha-de-maurício vem de uma pintura atribuída a Jacob Hoefnagel, que utilizou como modelo uma ave da menagerie do imperador Rodolfo II por volta de 1610. É a única imagem colorida da espécie, mostrando uma plumagem marrom avermelhada, mas não se sabe se foi baseada num exemplar vivo ou empalhado. A ave provavelmente foi transportada viva à Europa, já que é improvável que taxidermistas estivessem a bordo dos navios que visitaram Maurício, e substâncias químicas ainda não eram usadas para preservar espécimes biológicos mortos. A maioria dos espécimes tropicais eram preservados como cabeças e pés secos. Ela provavelmente viveu no jardim zoológico do imperador por um certo período junto com os outros animais pintados para a mesma obra. A pintura foi descoberta na coleção do imperador e publicada em 1868 por Georg von Frauenfeld, juntamente com a pintura de um dodô da mesma coleção e artista. Acredita-se que este seja o único espécime de galinhola-vermelha-de-maurício que chegou à Europa.
O diário de bordo do navio Gelderland (1601-1603), uma embarcação da Companhia Holandesa das Índias Orientais, redescoberto na década de 1860, contém bons esboços de várias aves extintas de Maurício atribuídos ao artista Joris Laerle, incluindo uma galinhola-vermelha sem identificação. O animal parece estar atordoado ou morto, e a gravura é o primeiro registro da espécie, mas só foi redescoberta na década de 1860. A imagem foi esboçada com lápis e terminada à tinta, mas detalhes como um bico mais escuro e o ombro da asa só são vistos no esboço subjacente. Além disso, há outros três desenhos grosseiros em preto-e-branco, mas as diferenças entre eles foram suficientes para alguns autores sugerirem que cada imagem representava uma espécie distinta, levando à criação de vários nomes científicos que são hoje sinônimos de Aphanapteryx bonasia.
Há também representações do que parece ser uma galinhola-vermelha em três das pinturas de Roelant Savery. Em sua famosa obra Edwards' Dodo, de 1626, uma ave semelhante à galinhola é vista engolindo um sapo atrás do dodô, mas essa identificação foi posta em dúvida, e talvez ela retrate na verdade uma garça. Um animal semelhante a uma galinhola-vermelha também aparece na pintura do italiano Jacopo Bassano (c. 1510 - 1592) Arca di Noè ("Arca de Noé"), datada de cerca de 1570. Há dúvidas se uma ave de Maurício poderia ter chegado tão cedo a Itália, mas a indicação da autoria pode ser imprecisa, pois Bassano tinha quatro filhos artistas que usaram o mesmo sobrenome. Um espécime semelhante também é visto na pintura de Jan Brueghel, o Velho, Noah's Ark.

## Comportamento e ecologia
Relatos contemporâneos são repetitivos e não se dedicam muito a explicar a história de vida da ave. A forma do bico indica que ele podia ser usado para capturar répteis e invertebrados. Havia muitos caracóis terrestres endêmicos na ilha Maurício, incluindo o extinto Tropidophora carinata, e foram encontradas conchas subfósseis com danos que correspondem ao ataque do bico da galinhola-vermelha. Não havia nenhum relato conhecido da época em que a ave viveu que mencionasse sua dieta, até que um documento de 1660 de Johannes Pretorius, no qual relata sua estadia em Maurício, foi publicado em 2015. O viajante contou que a ave "arranhava a terra com suas garras afiadas como uma galinha para encontrar comida, como vermes sob as folhas caídas."
Um holandês anônimo forneceu algumas descrições de características comportamentais em 1631. Ele escreveu que as galinholas tinham uma pequena estatura e eram muito lentas, de modo que podiam ser facilmente apanhadas com a mão. Elas corriam em "grande desordem" e usavam seu bico afiado tanto para se defender como para atacar.
Ainda que fosse rápida e pudesse escapar quando perseguida, a ave era facilmente atraída pelo balançar de um pano vermelho em sua frente, quando então se aproximava para atacar. Um comportamento semelhante foi observado em seu "primo" próximo, o Erythromachus leguati da ilha Rodrigues. Com essa tática, a ave poderia ser pega, e quando era agarrada seus gritos atraíam outras galinholas para o local. Assim como outras aves que evoluíram na ausência de predadores mamíferos, elas eram curiosas e não tinham medo de seres humanos.

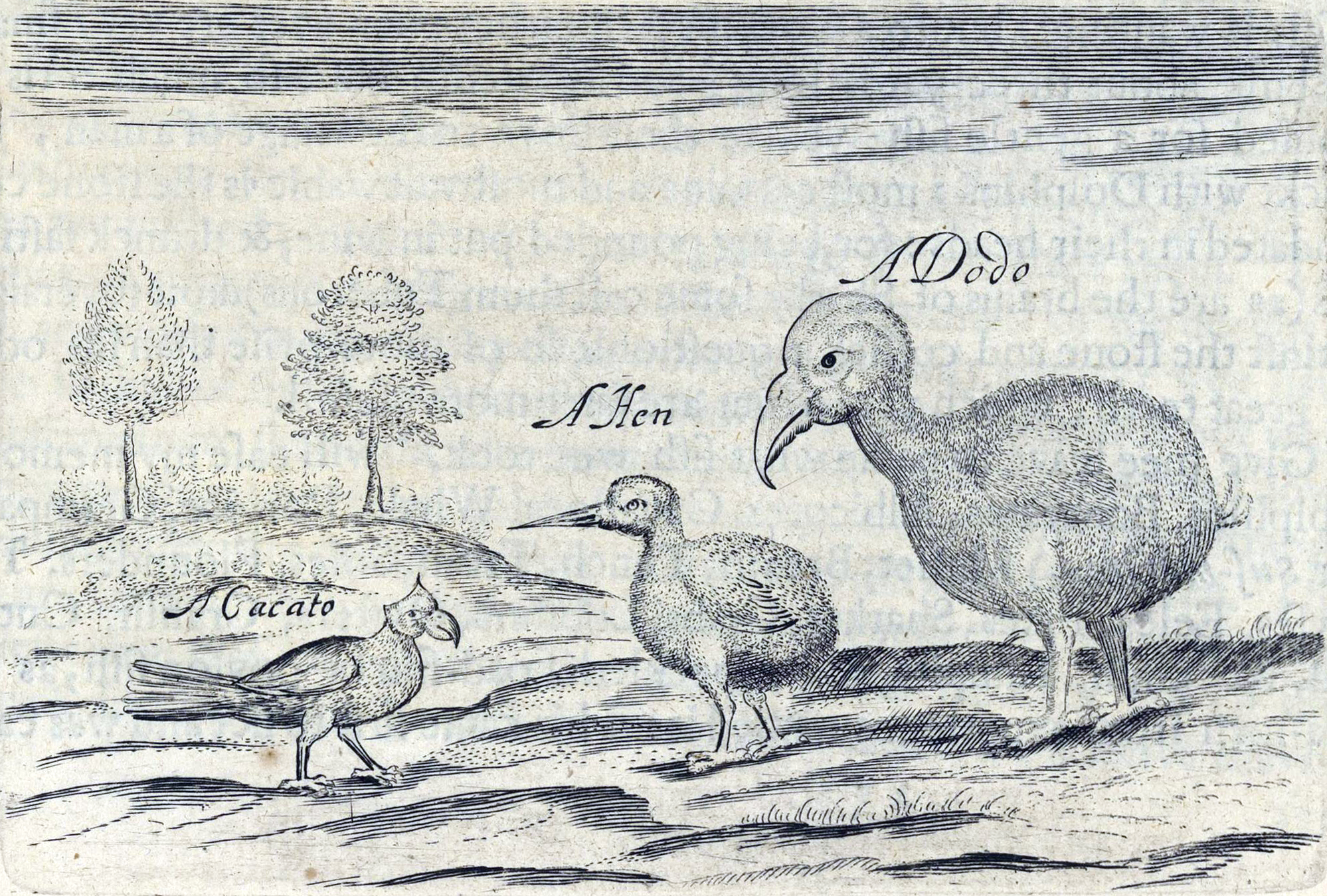
Este desenho de 1634 mostra uma galinhola-vermelha-de-maurício junto a um papagaio-de-bico-largo e um dodô. Todos já extintos.

O viajante inglês Thomas Herbert descreveu o comportamento da ave frente a um pano vermelho em 1634:
As galinhas têm um sabor parecido com o de porcos tostados, se você avistar um bando com doze ou vinte, mostre-lhes um pano vermelho, e com sua extrema e estúpida fúria voarão em direção a ele, e se você derrubar uma, as outras vão ser facilmente capturadas, não mexendo uma palha até que elas sejam todas aniquiladas.
Muitas espécies endêmicas de Maurício tornaram-se extintas após a chegada dos humanos, e o ecossistema local foi bastante danificado, tornando-se difícil de ser reconstruído. Antes da visita dos europeus, Maurício era inteiramente coberta por florestas, mas muito pouco resta hoje devido ao desmatamento. A fauna endêmica sobrevivente ainda está seriamente ameaçada. A galinhola-vermelha viveu ao lado de outras aves da ilha Maurício recentemente extintas, como o dodô, papagaio-de-bico-largo, papagaio-cinzento-de-maurício, pombo-azul-de-maurício, coruja-de-maurício, Fulica newtonii (uma carqueja), Alopochen mauritiana (um ganso), Anas theodori (um pato), e Nycticorax mauritianus (um socó). Répteis extintos de Maurício incluem as duas espécies de tartarugas-gigantes endêmicas (Cylindraspis inepta e C. triserrata), o lagarto Leiolopisma mauritiana, e a jiboia-da-ilha-round. O morcego Pteropus subniger e o caracol Tropidophora carinata viveram na ilha Maurício e ilha da Reunião, mas desapareceram de ambas. Algumas plantas, como a Casearia tinifolia e a Angraecum palmiforme, também se extinguiram.

## Relação com humanos

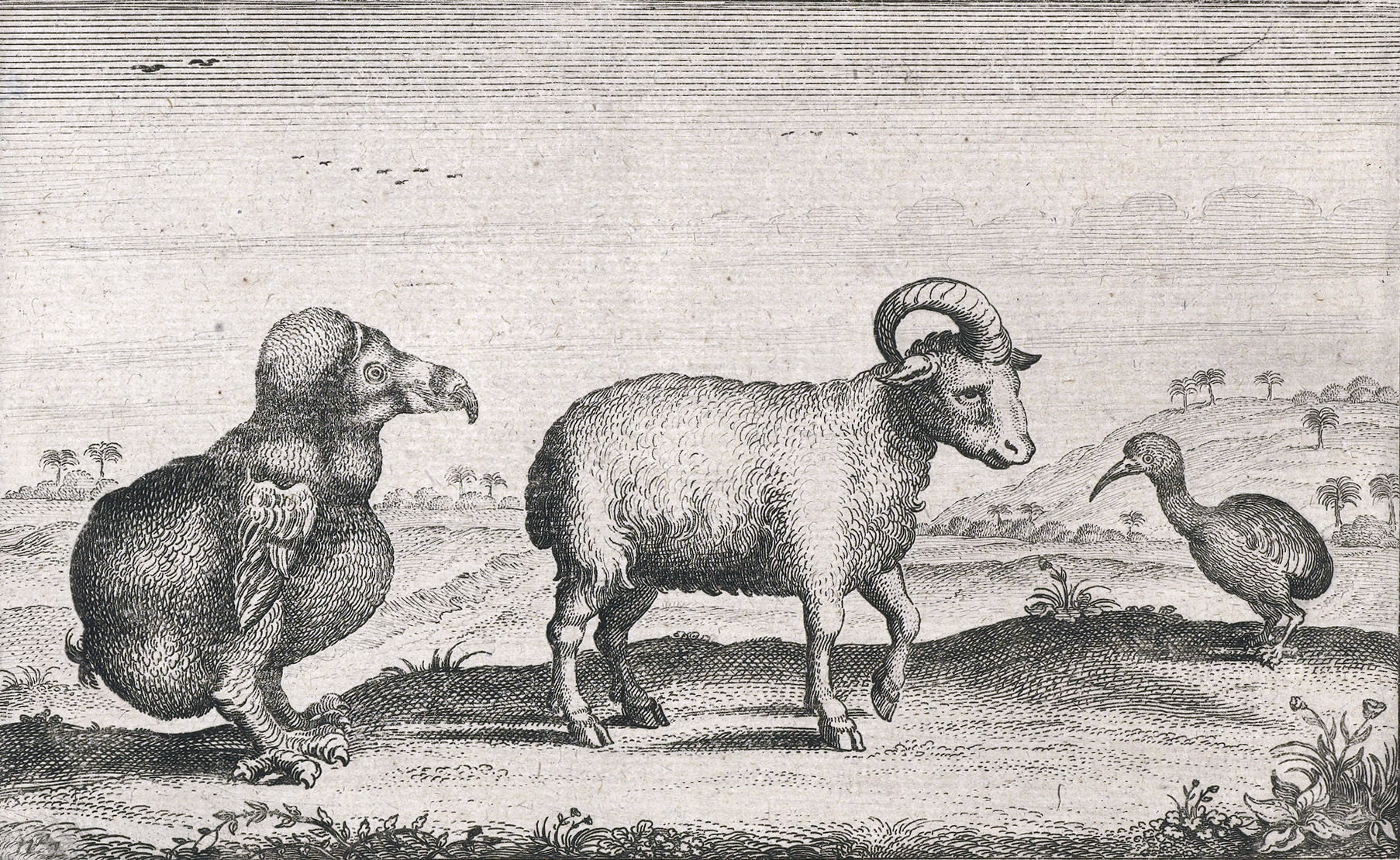
Dodô, ovelha de um chifre, e galinhola-vermelha-de-maurício por van den Broecke.

A ilha Maurício já havia sido visitada por embarcações árabes na Idade Média e navios portugueses entre 1507 e 1513, mas nenhum deles se estabeleceu efetivamente na região. O Império Holandês se apossou de Maurício em 1598, batizando-o em homenagem a Maurício de Nassau, e daí em diante a ilha foi utilizada para o abastecimento de navios mercantes da Companhia Holandesa das Índias Orientais. Para os marinheiros que visitavam Maurício, em viagem no mar durante muito tempo, a fauna local era interessante especialmente do ponto de vista culinário. O dodô era às vezes considerado de sabor um pouco desagradável, mas a galinhola-vermelha foi uma ave de caça muito popular entre os colonos holandeses e franceses. Os relatórios descrevem em detalhes como variava a facilidade com que a ave podia ser capturada conforme o método de caça usado, e o fato de que, quando assada, a carne parecia com a de porco.
Johann Christian Hoffmann, que esteve em Maurício no início da década de 1670, descreveu uma caçada à galinhola-vermelha da seguinte maneira:
... [Existe também] uma peculiar espécie de ave, conhecida como toddaerschen, que é do tamanho de uma galinha comum. [Para pegá-las] você segura uma pequena vara com a mão direita e enrola a mão esquerda com um pano vermelho, mostrando-o para as aves, que costumam andar em grandes bandos; estes animais estúpidos precipitam-se quase sem qualquer hesitação sobre o pano. Eu não posso dizer com certeza se isso é devido a ódio ou amor a esta cor. Uma vez que estejam perto o suficiente, você pode bater-lhes com a vara, e depois só tem que ir buscá-las. Uma vez que tenha pego uma e a esteja segurando com a mão, todas as outras vêm correndo para tentar ajudar, e então você pode dar-lhes o mesmo destino.
O relato de Hoffman chama a galinhola-vermelha pela versão alemã do nome holandês originalmente atribuído ao dodô, "dod-aers", e John Marshall usou "galinha vermelha" como sinônimo de "dodô" em 1668. Anthony Cheke, especialista na fauna das ilhas Mascarenhas, sugeriu que o nome "dodô" foi transferido para a galinhola-vermelha após o primeiro ter sido extinto, de modo que todas as citações de "dodôs" pós-1662 se referem na verdade à galinhola-vermelha-de-maurício. Um relato de 1681 sobre um "dodô", tido como o último da espécie, mencionou que sua carne era "dura", semelhante à descrição da carne da galinhola. Errol Fuller também pôs em dúvida o avistamento de um "dodô" em 1662, pois a reação de vocalizar um pedido de socorro pelas aves mencionadas combina com o que foi descrito para a galinhola-vermelha. Milne-Edwards sugeriu que os primeiros viajantes podem ter confundido dodôs jovens com galinholas-vermelhas.

## Extinção

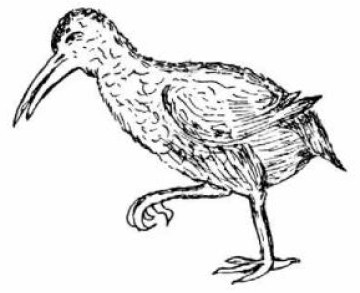
Esboço de Peter Mundy, c. 1638.

Além da pressão pela caça por seres humanos, o fato da galinhola-vermelha construir seus ninhos sobre o solo a tornava vulnerável a porcos e outros animais introduzidos, que comiam seus ovos e filhotes, o que provavelmente contribuiu para a sua extinção. Os gatos, eficazes predadores de aves terrestres, se proliferaram na ilha por volta da década de 1680. Quando François Leguat, que tinha se familiarizado com o Erythromachus leguati da ilha Rodrigues nos anos anteriores, chegou em Maurício em 1693, ele observou que a galinhola-vermelha já havia se tornado rara. Ele foi a última pessoa a mencionar a ave, então presume-se que ela se extinguiu por volta de 1700.
Duzentos e trinta anos antes teoria da evolução de Charles Darwin, a aparência da galinhola-vermelha e do dodô levou Peter Mundy a especular:
Duas dessas espécies de aves que mencionei, pelo que sabemos, não podem ser encontradas fora dessa ilha, a qual se encontra a 100 léguas de St. Lawrence. Uma questão que pode ser levantada é porque elas estão justamente aqui e não em outro lugar, estando tão longe de outra terra e sem saber voar nem nadar; até que ponto uma mistura de espécies produz formas estranhas e monstruosas, ou seria a natureza do clima e da terra alterando as primeiras formas durante um longo tempo, ou de outra maneira.